# Korzika
Korzika (fra. Corse, tal., kor. Corsica) četvrti je po veličini otok u Sredozemnom moru i pokrajina Francuske koja se sastoji od dva departmana. Korzika po zakonu ima nešto veću neovisnost od ostalih regija Francuske.

## Povijest
Zbog svoje strateške važnosti u Sredozemlju, Korzika je često bila predmet oružanih sukoba između Francuske i Italije.
Grad država Genova je dominirala Korzikom stoljećima, dok nije 1768. ustupila otok Francuskoj, kako bi otplatila dug. Bitna ličnost u povijesti Korzike je Pasquale Paoli (1725. – 1807.), borac za neovisnost, koji se prvo borio protiv Genove, a onda poslije protiv Francuske. Unatoč godinama borbe za slobodu, Korzika nije izborila neovisnost. 
Vjerojatno najpoznatiji Korzikanac svih vremena je Napoleon Bonaparte koji je rođen u Ajacciu.

Vrijedno je navesti da je u drugoj polovici XX. stoljeća Korzika dala i glazbeni sastav I Muvrini koji je postao jedan od najpopularnijih sastava tradicionalne korzikanske kao i svjetske glazbe.

## Zemljopis
Korzika je otok koji se nalazi otprilike 200 km od Azurne obale, zapadno od Toskane i sjeverno od Sardinije. Korzika ima oko 1000 km obale i više od 200 plaža. Korzika je većinom planinski otok, najviši vrh je Monte Cintu (2.710 m). Na otoku još postoji 50 vrhova čija je visina veća od 2000 m.
Važni gradovi: (Korzikanska imena)
Ajaccio (Aiacciu) – poznat i pod latinskim imenom Aiax
Bastia (Bastia)
Corte (Corti)
Sartène (Sartè)
Drugi gradovi i sela:
Saint-Florent (San Fiurenzu)
Calvi (Calvi)
L'Île-Rousse (Isula Rossa)
Porto-Vecchio (Porti Vechju)
Bonifacio (Bunifaziu)
Appietto (Appiettu)
Rt Girolata, rt Por i park prirode Scandola uvršteni su u UNESCO-ov popis mjesta svjetske baštine u Europi.

## Ekonomija
Turizam je najvažnija grana Korzikanskog gospodarstva. Otok je popularna turistička destinacija Francuzima i ostalim Europljanima. Turizam je najviše razvijen u područjima oko Porto Vecchia i Bonifacia na jugu otoka, i oko Calvija na sjeveru.

## Uprava
Glavni grad teritorijalnog kolektiva je Ajaccio. Regija je podjeljena na dva departmana: Corse-du-Sud i Haute-Corse. Departmani su stvoreni 15. rujna 1975. kada je na dva dijela podijeljen jedinstveni departman Korzika.
Korzika ima status teritorijalnog kolektiva (Collectivité territoriale de Corse - CTC) od 13. lipnja 1991.
Teritorijalni kolektiv se sastoji od tri organa:
- Izvršno vijeće Korzike (Conseil exécutif de Corse)
- Skupština Korzike (Assemblée de Corse)
- Ekonomsko i socijalno vijeće Korzike (Conseil économique et social de Corse - CESC).

## Ekologija
Svibnja 2019. godine stvorio se plutajući otok plastičnog otpada između Korzike i Toskanskog otočja. Oblikovao se zbog morskih struja i čudnih vremenskih uvjeta. Pojava je prolazne naravi, ali je ukazala na opseg zagađenosti. Velikoj koncentraciji pogoduje raspored struja. Na sjeverozapadu Sredozemnog mora struje teku tako da se more uzdiže duž talijanske obale. Stigavši do otoka Elbe, ne prolazi dalje pa kreće prema korzikanskom kanalu gdje se nagomilavaju veće količine plastičnog otpada. Uz nepovoljne vremenske uvjete poput ljetnog sjeveroistočnog vjetra, korzikanska obala preplavljena je otpadom. Veliko izvješće WWF-a 2018. sadrži upozorenje da će Sredozemlje postati „more plastike” čija će zagađenost plastikom zaprijetiti ekosustavu. Utvrđena je koncentracija plastike veća od 1,25 milijuna fragmenata plastičnog otpada po četvornom kilometru mora.

## Vanjske poveznice
- Službena stranica prefekture
- Službena stranica Teritorijalnog Kolektiva Korzike  Arhivirana inačica izvorne stranice od 19. veljače 2011. (Wayback Machine)
- Stranica Fakulteta znanosti i tehnologije sveučilišta na Korzici
- Povijest Korzikanaca i Pasqualea Paolia  Arhivirana inačica izvorne stranice od 8. ožujka 2007. (Wayback Machine)
- Povijest Korzike  Arhivirana inačica izvorne stranice od 12. listopada 2005. (Wayback Machine)

|  | Portal Francuske – Pristup člancima s tematikom o Francuskoj. |